# Gondomar Sport Club
El Gondomar Sport Club és un club de futbol portuguès amb seu a Gondomar, districte de Porto. Fundat l'1 de maig de 1921, actualment juga al Campeonato de Portugal de quart nivell, i juga els partits a casa a l'Estádio de São Miguel, amb una capacitat de 2.450 espectadors.

## Història
Els primers antecedents del Gondomar es van establir l'1 d'agost de 1928, quan el club es va registrar a l'Associació de Futbol de Porto. L'any 1932, però, va cessar tota activitat, fins que un grup de persones batejades com Os Teimosos de Gondomar, deu anys més tard, es va encarregar de ressuscitar el club, que va tornar al futbol organitzat el 1960, a la tercera divisió autonòmica; l'ascens al segon nivell regional es va aconseguir cinc anys després.
El 1970, Gondomar es va traslladar al nou Estádio de São Miguel. El 27 d'octubre de 1986, l'equip va participar per primera vegada a la Copa de Portugal, perdent 1–2 contra el FC Marco. El 2003, mentre competia a la tercera divisió, va ocupar els titulars nacionals després d'eliminar el Benfica a la quarta ronda, amb una victòria per 1-0 a l'Estádio da Luz.
Un any després, el Gondomar va assolir el segon nivell per primera vegada en la seva història. A la temporada 2006-07, el club va aconseguir la seva millor classificació de la categoria, acabant cinquè.
L'any 2009, després d'haver ocupat el 16è i últim rànquing, el Gondomar va tornar al tercer nivell.

## Palmarès
- Tercera Divisió: 2003–04